# Electronic communication network
En este artículo se describe el término "red de comunicación electrónica" como el usado por los intercambios financieros, de bolsa y el sector financiero. El más utilizado generalmente significado de la palabra se describe en la red informática y la comunicación en red.
El término Electronic communication network (ECN por sus siglas en inglés) es el término que se utiliza en los círculos financieros para un tipo de sistema informático que facilita el comercio de productos financieros fuera de las bolsas de valores. Los principales productos que se comercializan en las ECN son las Acciones y las divisas. Las ECN entró en existencia en 1998, cuando la SEC autorizó su creación. Las ECN aumentan la competencia entre las empresas comerciales reducciendo los costos de transacción, dando pleno acceso a sus carteras de pedidos a los clientes.

## El funcionamiento de las ECN
Con el fin de comerciar con una ECN, hay que estar suscrito o tener una cuenta con un corredor que proporcione acceso directo. Los suscriptores a las ECN pueden hacer las órdenes a través de una terminal de clientes de una computadora o por protocolos de red. Es importante saber que algunas ECN están reguladas, otras son negocios secundarios de los corredores de bolsa, y otras están sin regular.